# 방산초등학교 (경남)
방산초등학교는 대한민국 경상남도 고성군에 있는 공립 초등학교이다.

## 학교 연혁
- 1947년 11월 6일: 개교

## 참고 자료
- 방산초등학교 - 한국교육학술정보원 학교알리미